# Adelbert Van de Walle
Pour les articles homonymes, voir Van de Walle.
Adelbert Van de Walle (Audenarde, 11 août 1922 - Gand, 28 juin 2006), est un architecte belge et historien de l'art, qui fut professeur en histoire de l’art et archéologie à l’Université de Gand (UGent),,.

## Biographie
Adelbert Van de Walle a successivement obtenu les diplômes d’architecte puis de licence et docteur en histoire de l’art et archéologie, avec une spécialisation dans le Moyen Âge, à l’Université de Gand. Il a suivi les cours d’histoire des Professeurs François Louis Ganshof, Hans Van Werveke et Jan Dhondt. En histoire de l’art, il fut l’élève du Professeur Architecte Frère Firmin De Smidt, des Professeurs Jozef Duverger, Herman Bouchery et R. Roggen.
Il a par ailleurs suivi une formation sur les aspects physico-chimiques des œuvres d’art auprès du Professeur Ingénieur Coremans de l’Université de Gand. C’est à ce titre qu’il fut collaborateur scientifique de l’Institut royal du patrimoine artistique bruxellois lors de sa fondation.
Jeune architecte, il manifestait déjà un vif intérêt pour l’étude, la conservation et la restauration du patrimoine médiéval et post-médiéval. Cela ne l’a pas empêché par la suite de s’intéresser au contemporain : architecture, décoration, mobilier, artisanat et design industriel. Dans ses recherches scientifiques à l’Université de Gand, il se pencha en particulier sur l’utilisation du bois dans la construction au Moyen Âge et sur la naissance du style gothique, religieux et profane, en Europe occidentale.
Il est généralement considéré comme un pionnier des fouilles archéologiques à grande échelle portant sur les vestiges médiévaux retrouvés dans les centres urbains. C’est ainsi qu’il a lancé et dirigé les vastes chantiers archéologiques d’Ename (le castrum disparu, l’église du portus et l’église abbatiale (en 1941-1947) et du Château des comtes de Flandre à Gand (en 1951-1954). Il a conçu et réalisé les premières grandes fouilles du centre médiéval d’Anvers: Steen (en 1952-1953), la maison Besaen et l’ancienne Mattestraat (en 1955-1957), et l’église Sainte-Walburge (en 1957-1961).
Il a par ailleurs signé des publications multidisciplinaires particulièrement innovantes dans l’histoire de l’art appliqué (notamment les premières analyses de meubles aux rayons X en 1952). Il a par exemple appliqué ces techniques au coffre d'Oxford.
Adelbert Van de Walle a toujours réservé une place importante à la macrophotographie dans ses études des œuvres d’art, ainsi qu’aux fins de comparaison. On le constate notamment dans toute l’organisation d’un projet, la triple collection ‘De Roem van Vlaanderen’ (non publiée). Il a aussi utilisé cette technique dans son étude passionnée intitulée ‘Romaanse ivoren kromstaf van Ename’ (le crosseron roman d'Ename en ivoire).

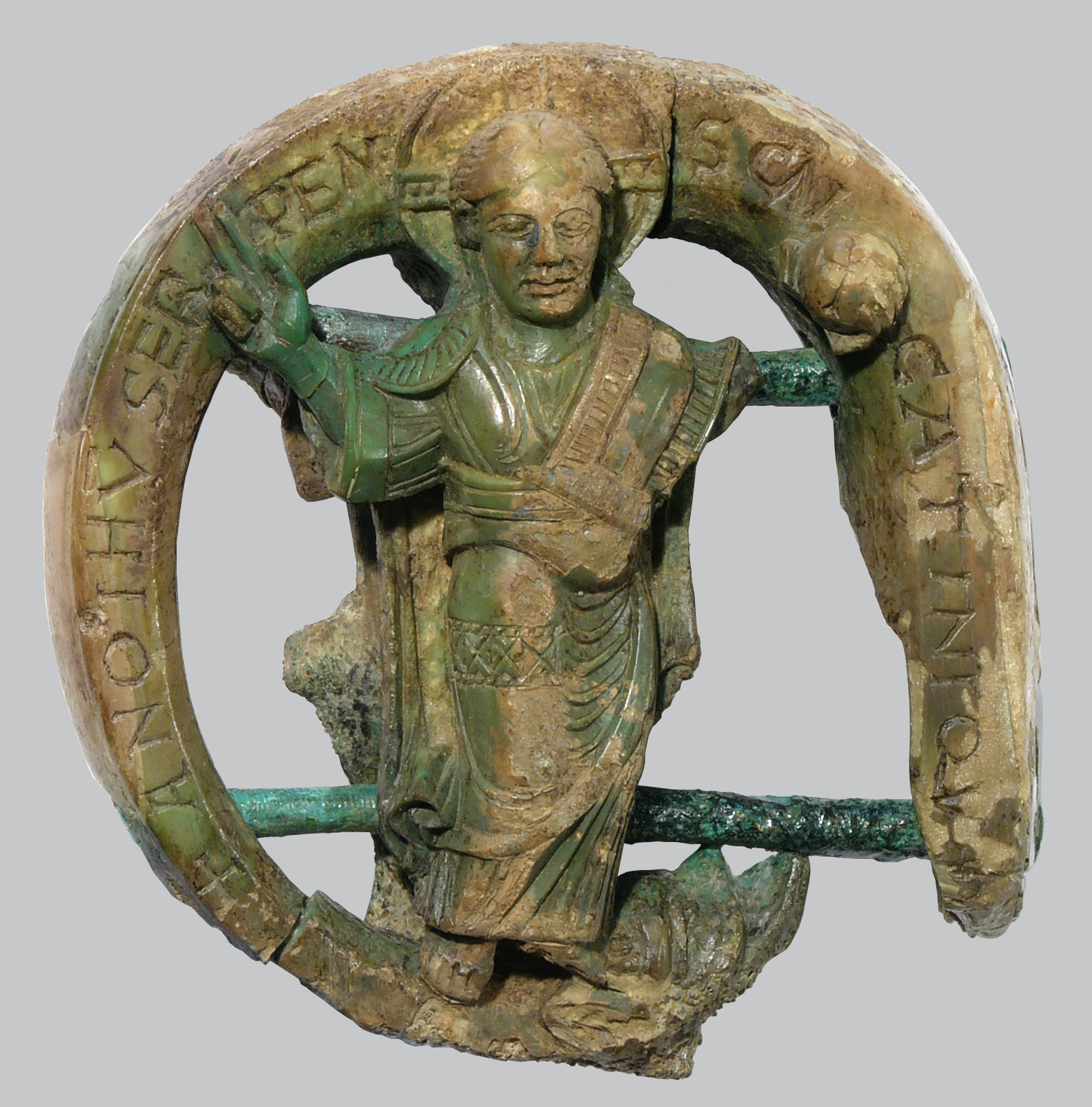
Crosseron roman d'Ename.

Les publications d’A.L.J. Van de Walle (livres, publications, catalogues) concernent l’histoire de l’architecture en Belgique, l’héritage roman et gothique, la sculpture, la tapisserie et les autres artisanats. D’autres ouvrages portent sur l'art contemporain : design industriel, arts plastiques, gravure, photographie, joaillerie, etc.
À l’Université de Gand, il enseigna en particulier les arts appliqués en Europe occidentale, leurs techniques et leurs méthodes de recherche scientifique. Il aménagea un laboratoire à cette fin.
Parallèlement à ses publications scientifiques, il a participé à la conception de projets de rénovation urbaine, sans renoncer pour autant à ses domaines de prédilection, l’architecture intérieure et le mobilier.
Architecte, professeur d’histoire de l’art et d’archéologie à l’Université de Gand, vice-président de la Commission des Métiers d’art, il fut aussi conservateur du Musée des arts décoratifs, l’actuel Design museum Gent (1951 - 1974), de l’abbaye Saint-Pierre et de l’Hôtel d'Hane-Steenhuyse à Gand. 
Dans les années ’50, il joua un rôle important comme ‘éducateur de l’habitat’, entre autres dans les trois ‘Salons nationaux du mobilier social moderne’ qu’il organise de 1955 à 1957, avec la collaboration de l’architecte Dan Craet et de la créatrice Frida Burssens,.

## Publications

### Livres
- Histoire de l'architecture en Belgique (1951) [9]
- Geschiedenis van de bouwkunst in België (1951)
- De Sint-Vedastuskerk te Nederename, een Xde eeuwse praestedelijke moederkerk (1952)
- Het bouwbedrijf in de Lage Landen tijdens de Middeleeuwen (1959)[10]
- L'importation et l'exportation belges de meubles anciens, d'objets de collection, etc. de 1830 à 1959 (1961)
- Vademecum voor de identificatie van de techniek van de kunstgravures. Van het begin van de XIXe eeuw tot heden (1966)
- De Gotiek in België / La Belgique Gothique / Gothic Art in Belgium / Gotische Kunst in Belgien (1972)[11]
- De Vlaamse wandtapijten van de Wawelburcht te Krakau / Les tapisseries flamandes au château de Wawel à Cracovie (1972)
- Stad Gent. Museum voor sierkunst en industriële vormgeving: beknopte gids voor de bezoeker met verwijzing naar het inventaris van de kunstvoorwerpen (1973)
- Arrasy Flamandskie W Zamku Krolewkim na Wawelu (1975)
- Der vrijheid laatste hope (1976)
- De droomresidentie van Lieven Bauwens (Tijdschrift voor industriële cultuur, 1998 deel 62)
- De Chest of Courtrai: een diplomatieke koffer anno 1302: zijn techniek en geheim: een interim verslag (Tijdschrift voor industriële cultuur, 2001 deel 74)[12]

### Catalogues d’expositions
- De Sint-Niklaaskerk te Gent (1962)
- Dr. Leo H. Baekeland 1863-1963 (1963)
- Onderzoekingen betreffende sociaal-economische technische en artistieke aspecten: 1955-1965 (1965)
- Oud-Iraanse kunst: Prehistorie – protohistorie (1966)
- Marcel Maeyer retrospectieve (1969)
- Luc Peire (1969)
- Braziliaanse volksgravure

### Articles
- Historisch en archeologisch onderzoek van het portus Eename (1944)
- De Romaanse Boudewijnstoren te Oudenaarde (1950)
- De Karolingische muntvonst te Zelzate (1950)
- Trouvaille de monnaies carolingiennes à Zelzate (1950)
- De archeologische opgravingen in het oud stadscentrum te Antwerpen (1960)
- Analyse aux rayons-x, ultra-violets, infra-rouges d'un faux siège Louis XV (1961)
- Excavations in the ancient centre of Antwerp (1961)[13]
- Een weinig gekend meesterwerk van de XVIIIe-eeuwse Vlaamse kunstnijverheid: de kroonluchter door J. F. Allaert te Gent (1968)
- Het bodemonderzoek in het centrum van de stad Antwerpen (1968)
- Antwerpen (1972)
- Niderlandy w okresie powstania arrasów wawelskich (1975)
- Het wetenschappelijk onderzoek in verband met de meubelkunst aan de Rijksuniversiteit te Gent (1976)
- De Gentse Portus aan de Reep (2005)[14]